# كليفورد رايت
كليفورد رايت هو سياسي كندي، ولد في 21 سبتمبر 1927 في ساسكاتون في كندا، وتوفي بنفس المكان في 9 ديسمبر 2014 بسبب سرطان الرئة.